# Nina, Pretty Ballerina
Nina, Pretty Ballerina è un singolo dal gruppo musicale svedese ABBA, pubblicato nell'ottobre 1973 in Austria e in Francia dall' etichetta Polar Music, per promuovere il loro album di debutto intitolato Ring Ring.

## Tracce
Austria
Lato A
1. Nina, Pretty Ballerina

Lato B
1. I Am Just a Girl

Francia
Lato A
1. Nina, Pretty Ballerina

Lato B
1. He Is Your Brother

## Cover
- La cantante filippina Rowena Cartes ha registrato una cover della canzone per il suo album del 1977 Sweet Fairy
- Il gruppo musicale femminile tedesco Pretty Maid Company ne ha pubblicato un'altra cover nel 1977